# Лосев, Лев Владимирович
Лев Влади́мирович Ло́сев (настоящая фамилия Ли́фшиц; 15 июня 1937, Ленинград, СССР — 6 мая 2009, Хановер, США) — русский поэт, литературовед и эссеист, педагог.

## Биография
Родился 15 июня 1937 года в Ленинграде в семье писателей Владимира Александровича Лифшица (1913—1978) и Аси Михайловны Генкиной (1908, Брянск—1999). Учился в известной 222-й средней школе (бывшая Петришуле). Окончил отделение журналистики филологического факультета ЛГУ.
В 1962—1975 годах работал редактором в детском журнале «Костёр», писал пьесы для кукольного театра, стихи для детей. Взял псевдоним «Лосев» (первоначально использовался в форме «Алексей Лосев»), чтобы его не путали с отцом; после эмиграции в США сделал бывший псевдоним своим паспортным именем.
Эмигрировал из СССР в США в феврале 1976 года. Первые годы пребывания в США работал наборщиком-корректором в издательстве «Ардис», в дальнейшем окончил докторантуру Мичиганского университета, получив степень «доктора философии» (PhD) и с 1979 года преподавал русскую литературу в Дартмутском колледже в штате Нью-Гэмпшир. Написал диссертацию об эзоповом языке в советской литературе и много статей.
Много лет, начиная с 1983 года, вёл литературную передачу на волнах русской службы «Голоса Америки».
Писал лирические стихи в студенческие годы, но сомневался в их самостоятельности и бросил. Начал писать снова, неожиданно для себя, в 1974 году, а с 1979 года печататься, сначала в эмигрантских изданиях, с 1988 года и в России. Писал, в частности, о «Слове о полку Игореве», Антоне Чехове, Анне Ахматовой, Александре Солженицыне, Иосифе Бродском. Под его редакцией выходили книги Михаила Булгакова, Николая Олейникова, Евгения Шварца.
Умер 6 мая 2009 года после тяжёлой болезни в Хановере (США) на 72-м году жизни.
В своем творчестве Лосев склонен к интеллектуальной игре, иронии, пародии, отстранённости. Его поэзия будто бы холодна, он пытается скрыть волнение под покровом иронии. Такие темы, как любовь и дружба, даже симпатия и антипатия, никогда не находят в его стихах прямого отражения. Постоянная его тема — это Россия, брошенная на произвол насилия, террора и лжи; поводом для многих стихов служат конкретные жизненные ситуации. Стихи Лосева полны аллюзий из русской литературы всех веков, открытых или скрытых цитат. Они обретают эстетическую привлекательность благодаря столкновению противоположных элементов и чрезвычайно смелым рифмам. Логически-интеллектуальное проникновение в ход мирового развития (причём Бог и природа для него лишь образы) определяет его творчество, но за этим скрываются душевные переживания одинокого человека, поиски смысла жизни и смерти.

## Книги
- Закрытый распределитель,Tenafly, N.J., 1984 (эссе о своей журналистской работе в СССР)
- Эзопов язык в современной русской литературе, 1984
- Чудесный десант. — Tenafly, N.J.: Эрмитаж, 1985.
- Тайный советник. — Tenafly, N.J.: Эрмитаж, 1987. — ISBN 0-938920-97-9
- Новые сведения о Карле и Кларе: Третья книга стихотворений. — СПб.: Пушкинский фонд, 1996.
- Послесловие: Книга стихов. — СПб.: Пушкинский фонд, 1998. — 56 с.
- Стихотворения из четырёх книг. — СПб.: Пушкинский фонд, 1999.
- Sisyphus redux: Пятая книга стихотворений. — СПб.: Пушкинский фонд, 2000.
- Собранное: Стихи. Проза. — Екатеринбург: У-Фактория, 2000. — 624 с.
- Как я сказал: Шестая книга стихотворений. — СПб.: Пушкинский фонд, 2005. — 64 с.
- Иосиф Бродский. Опыт литературной биографии. — М.: Мол. гвардия, 2006. — 480 стр. — (ЖЗЛ) — ISBN 5-235-02951-8
- Говорящий попугай. Седьмая книга стихотворений. — СПб.: Пушкинский фонд, 2009. — 40 с. — ISBN 978-5-89803-198-5
- Солженицын и Бродский как соседи[5][6]. — СПб.: Издательство Ивана Лимбаха, 2010. — 608 с. — ISBN 978-5-89059-109-8
- Меандр: Мемуарная проза. — М.: Новое издательство, 2010. — 430 с.
- Стихи. — СПб.: Издательство Ивана Лимбаха, 2012.
- Эзопов язык в русской литературе (современный период). — М.: Новое литературное обозрение, 2024. — 256 с.